# Goralenland
Goralenland − niemiecki termin określający planowane przez tzw. Goralenverein (działająca w czasie okupacji organizacja wywodzące się spośród niektórych działaczy Związku Górali) oraz Goralisches Komitee (Komitet Góralski) państwo góralskie wydzielone z należących do GG terenów Podhala. Jego mieszkańcami mieli być górale, których germańskie pochodzenie głosili ideolodzy Goralenvolku, w tym Wacław Krzeptowski.